# منتکادا ای ریکساک
منتکادا ای ریکساک (به اسپانیایی: Montcada i Reixac) یک شهرستان در اسپانیا است که در استان بارسلون واقع شده‌است.

## خصوصیات
منتکادا ای ریکساک ۲۳٫۳۴ کیلومترمربع مساحت و ۳۳٬۴۵۳ نفر جمعیت دارد و ۳۶ متر بالاتر از سطح دریا واقع شده‌است.